# ملعب بولار دولولي
ملعب بولار دولولي (بالفرنسية: Stade Bollaert-Delelis)‏ هو ملعب كرة قدم متعدد الأغراض يقع في لنس، باد كاليه، فرنسا.

## التاريخ
افتتح الملعب في 1933.

## أهم الأحداث التي استضافها
- كأس العالم لكرة القدم 1998